# Un pont trop loin
Pour les articles homonymes, voir Un pont trop loin (homonymie).
Pour plus de détails, voir Fiche technique et Distribution.
Un pont trop loin (A Bridge Too Far) est un film américano-britannique réalisé par Richard Attenborough et sorti en 1977. Il s'agit d'une adaptation du livre du même nom de Cornelius Ryan publié en 1974.
L'intrigue se déroule en septembre 1944 alors que les forces alliées en Europe, sous le commandement du général Eisenhower, essaient de trouver un moyen de finir la guerre au plus tôt, sachant que l'allongement des lignes de ravitaillement depuis la Normandie rend difficile la poursuite de l'avancée vers l'Allemagne. L'opération Market Garden, conçue par le général anglais Montgomery, tente un coup d'audace sans précédent : parachuter plusieurs divisions aéroportées britanniques et américaines derrière les lignes allemandes, afin de capturer plusieurs ponts stratégiques qui permettront aux troupes terrestres de franchir le Rhin et de pénétrer directement en Allemagne. Le but est d'atteindre la ville d'Arnhem, aux Pays-Bas, située sur la rive du Rhin, derrière le troisième pont à prendre. L'opération doit permettre de finir la guerre avant Noël 1944. Mais Montgomery n'a-t-il pas visé un pont trop loin ?
S'il reçoit des critiques mitigées à sa sortie, le film obtient de nombreuses distinctions. Edward Fox reçoit notamment le British Academy Film Award du meilleur acteur dans un second rôle et John Addison celui de la meilleure musique de film. Le film totalise par ailleurs plus de 50 millions de dollars au box-office.

## Synopsis
Une famille néerlandaise observe le retrait des forces allemandes vers l'Allemagne, cette dernière pense que la guerre sera bientôt finie. Le feldmarschall Gerd von Rundstedt (Wolfgang Preiss) arrive au QG des forces allemandes sur le front ouest et découvre que son armée a été diminuée.
Pendant ce temps en Angleterre, le général Frederick Browning (Dirk Bogarde) expose le plan de l'opération Market Garden qui prévoit le parachutage de 35 000 hommes en Hollande. C'est la plus grande opération aéroportée de l'histoire. Les parachutistes devront s'emparer des ponts et devront les tenir jusqu'à ce que le XXXe corps (principalement constitué d'une colonne de blindés) les rejoigne.
« Nous allons aéroporter 35 000 hommes de troupe sur 500 kilomètres et nous les parachuterons en territoire ennemi » (Browning). Nous allons pour ainsi dire poser un tapis de troupes aéroportées sur lequel le XXXe corps pourra passer. Nous nous emparerons des ponts car ils sont la clé de cette opération comme la foudre qui passe à l'improviste et nous les tiendrons jusqu'à ce que nos blindés les rejoignent ».
La 101e division aéroportée américaine sous les ordres du général Maxwell Davenport Taylor (Paul Maxwell) devra s'emparer des ponts de Son et de Veghel principalement. La 82e division aéroportée du général James Gavin (Ryan O'Neal) s'emparera des ponts de Grave et de Nimègue et la 1re division aéroportée commandée par le général Robert Urquhart (Sean Connery) devra investir et tenir le pont d'Arnhem. Et, pour compléter l'offensive Market, le général Stanislaw Sosabowski (Gene Hackman) mènera la première brigade parachutiste polonaise pour sécuriser le côté sud du bas-Rhin et prendre contact avec le colonel John Dutton Frost (Anthony Hopkins).
Dans leur Quartier Général, von Rundstedt et le maréchal Walter Model (Walter Kohut) pensent que George Patton mènera l'assaut, ils choisissent donc de rappeler le IIe SS Panzer Corps du SS-Obergruppenführer Wilhelm Bittrich (Maximilian Schell) qui était en route pour l'Allemagne, pour se reposer à Arnhem si elle doit stopper Patton.
Aussitôt un jeune officier anglais, le major Fuller (alias Brian Urquhart) (Frank Grimes), avertit le général Browning de mouvements de panzers dans la région d'Arnhem, mais ce dernier ignore ses rapports.
Dans un briefing de la 1re division aéroportée et de la brigade polonaise, un officier de la R.A.F. (joué par Jeremy Kemp) explique au général Urquhart qu'il ne peut se poser à proximité d'Arnhem car les terrains sont trop mous ou infestés de batteries antiaériennes FLAK ; il conseille alors au général Urquhart de se poser à 13 km du pont d'Arnhem. Sosabowski se lève et demande à l'officier : « Une petite question : dans quel camp êtes-vous ? »
Pour pallier la longue distance entre la zone de largage et le pont d'Arnhem, les planeurs du général Urquhart porteront un escadron de reconnaissance de jeeps équipées de mitrailleuses Vickers qui, dès l'atterrissage, fonceront vers le pont et le tiendront jusqu'à l'arrivée des autres bataillons.
À son Q.G., le général Horrocks (Edward Fox) explique le déroulement de l'offensive Garden : la colonne doit faire une percée et foncer sur la route Lommel-Valkenswaard-Eindhoven-Son-Grave-Nimègue-Elst-Arhnem pour rejoindre les troupes aéroportées. La rapidité est le facteur le plus important, Eindhoven doit être atteint en deux ou trois heures et Arnhem doit être atteint en deux ou trois jours. Le fer de lance du XXXe corps, les Irish Guards dirigés par le colonel Joe Vandeleur (Michael Caine), prendront la tête de l'offensive terrestre.
1er jour
L'opération Market Garden commence dans l'après-midi du 17 septembre 1944, elle s'ouvre avec succès pour les alliés : une grande partie des soldats ont atterri au bon endroit. Le maréchal Model, dont le QG se trouve à trois kilomètres de la zone de largage britannique, doit évacuer car il pense que les Britanniques sont des commandos venus pour le capturer. Tandis que le SS-Obergruppenführer Bittrich ordonne à son subordonné le SS-Brigadeführer Ludwig (Hardy Krüger) (alias le général Harmel et le général Harzel) de rejoindre Nimègue et de défendre le pont coûte que coûte, lui-même se charge d'Arnhem. Le général Urquhart est déjà confronté à un problème : les jeeps de Freddie Gough ne sont pas arrivées, et ses hommes devront donc atteindre le pont d'Arnhem à pied. À 14 h 35, l'offensive Garden commence par un formidable barrage d'artillerie qui pilonne les positions allemandes. À 15 h 0, les Sherman Fireflies des Irish Guards font mouvement mais au moment où les Irish Guards entrent en Hollande, ils sont pris en embuscade par l'artillerie et l'infanterie allemandes. L'armée britannique est obligée de se déployer et d'alerter la R.A.F. pour sécuriser le secteur. Les Irish Guards atteignent Valkenswaard au crépuscule, et l'opération a déjà du retard car à cette même heure, ils devraient se trouver à Eindhoven (or ils en sont à 10 km). Et la 1re division britannique est confrontée à un deuxième problème : les moyens de communication ne marchent même pas. Alors qu'il se trouve à son nouveau Q.G., le maréchal Model reçoit Bittrich, ce dernier demande à faire sauter les ponts d'Arnhem et de Nimègue mais Model refuse. Dans le secteur de la 101e division aéroportée, le colonel Stout (Elliott Gould) (alias Robert Sink) est sur le point d'atteindre le pont de Son, mais il explose avant qu'il ne l'atteigne. Un soldat allemand capture les plans de l'opération dans un planeur américain détruit et les rapporte au maréchal Model, mais Model pense que ce sont des faux. Dans la région d'Arnhem, les Anglais ont un mal fou pour atteindre le pont mais finalement le bataillon du colonel John Frost (Anthony Hopkins) réussit à prendre l'extrémité nord du pont.
2e jourlundi 18 septembre 1944
La 9e Panzer division essaie de reprendre l'entrée nord. Contre toute attente et après de violents combats, l'attaque est repoussée avec de très grandes pertes, même Paul Grabner (Fred Williams) a été tué. Cependant le 2e bataillon (Frost) est encerclé par les Allemands. Alors que le XXXe corps atteint Eindhoven (à 77 km d'Arnhem), ce dernier a été informé de la destruction du pont de Son, un pont Bailey a été demandé par le colonel Stout. Les sapeurs mettent dix heures à reconstruire le pont de Son (62 km d'Arnhem).
Pendant ce temps le général Urquhart est toujours bloqué dans les alentours d'Arnhem, il trouve refuge dans une habitation, mais les troupes allemandes surveillent le périmètre.
3e jourmardi 19 septembre 1944
Le XXXe corps a fait de grands progrès, ils ont pris contact avec la 82e aéroportée à Grave (35 km d'Arnhem). Le général Urquhart réussit à rejoindre le QG de la 1re division aéroportée, et ses généraux lui expliquent que la situation des parachutistes est mauvaise. En effet à Arnhem, les Anglais se rendent compte qu'ils sont tombés sur deux divisions de Panzer SS ; la situation est critique, les voilà à court de vivres, de médicaments et de munitions car les Allemands occupent les zones de largage (et la brigade polonaise du général Sosabowski qui devait arriver ce jour-là n'est pas arrivée à cause du brouillard en Angleterre). De plus, Bittrich a complètement encerclé les Anglais sur la rive nord du Rhin ; il sait qu'une attaque avec l'infanterie serait vaine et il ordonne alors la destruction de la ville. Tout au long de la journée, les chars détruisent les maisons pour y déloger les défenseurs. À Nimègue, le général Gavin propose de capturer le pont de cette façon : le XXXe corps prendra l'entrée sud, et le commandant Julian Cook (Robert Redford) s’emparera de l'entrée nord en traversant le Waal en barque. Les barques, toutefois, n'arriveront que le lendemain.
Derniers jours de l'opérationmercredi 20 septembre 1944 / lundi 25 septembre 1944
Les bateaux sont enfin arrivés. À 15 h, les soldats traversent le pont avec l'aide des chars anglais du XXXe corps qui font un écran de fumigènes. Après de lourdes pertes, les Américains de la 82e division aéroportée traversent enfin le Waal et le pont est sécurisé à 19 h 10. Arnhem est maintenant à 18 km du XXXe corps. Le général Ludwig avait ordonné la destruction du pont mais les charges n'ont pu être activées. À Arnhem, les Anglais tiennent le coup mais manquent de munitions et surtout de munitions antichar. Les communications se remettent à fonctionner et le colonel Frost peut entrer en contact avec le général Urquhart, mais celui-ci ne peut que lui souhaiter bonne chance. Puis le colonel Frost est blessé par un obus et mis hors de combat. Au crépuscule, les Allemands reprennent l'entrée nord du pont, et font prisonnier Frost avec les hommes qu'il lui reste.
Enfin, les troupes polonaises du général Sosabowski sont parachutées mais elles se font attaquer par les Allemands avant même de toucher le sol. Le XXXe corps a progressé jusqu'à Elst (8 km d'Arnhem) mais il subit de violentes attaques ; de plus, les épaves bloquent la route. Les troupes du colonel Sosabowski tentent de rejoindre les troupes du général Urquhart sur l'autre rive du Rhin mais échouent (les soldats polonais ne disposent que de petits canots pneumatiques "dinghies"). À Arnhem, un cessez-le-feu est organisé pour évacuer les blessés ; plusieurs Britanniques rejoignent les hôpitaux allemands, dont Frost, alors que le XXXe corps n'est plus qu'à 2 km. Afin d'éviter l'annihilation de la 1re aéroportée anglaise, le général Urquhart reçoit l'ordre de se retirer. La nuit du lundi 25 septembre il s'échappe avec le reste de ses troupes lors d'une progression difficile à travers la forêt, puis il traverse le Rhin avec pas plus de 2 000 hommes, et réussit à regagner les lignes alliées. Au matin il se confronte au général Browning sur son opinion de l'opération Market Garden ; Browning lui répond, contredisant son propre optimisme au début de l'opération et non sans mauvaise foi : « Moi comme vous le savez, je maintiens que nous avons essayé d'aller un pont trop loin ».
L'opération Market Garden a échoué. Les Alliés ont perdu 17 000 hommes et les Allemands 10 000.

## Fiche technique
- Titre francophone : Un pont trop loin
- Titre original : A Bridge Too Far
- Réalisation : Richard Attenborough, assisté de Sidney Hayers
- Scénario : William Goldman d'après le livre Un pont trop loin de Cornelius Ryan
- Musique : John Addison
- Photographie : Geoffrey Unsworth et Harry Waxman (seconde équipe)
- Maquillage : Tom Smith
- Conseiller technique : James M. Gavin
- Effets spéciaux : John Evans (assistant non crédité)
- Production : Joseph E. Levine, Richard P. Levine, John Palmer, Michael Stanley-Evans
- Société de production : Joseph E. Levine Productions
- Distribution : United Artists (États-Unis, Royaume-Uni)
- Pays de production :  États-Unis,  Royaume-Uni
- Format : Couleur (Technicolor) - 35 mm - Panavision (certaines copies gonflées en 70 mm) - son : 70 mm 6-Track / (35 mm 4-Track / 35 mm mono format: 1x 2.35 anamorphosé)
- Langues originales : anglais, allemand et néerlandais
- Genre : guerre, historique
- Budget : 26 000 000 USD
- Durée : 176 minutes
- Dates de sortie : 
  - États-Unis : 15 juin 1977
  - Royaume-Uni : 23 juin 1977
  - France : 24 août 1977
- Affiche : Jouineau Bourduge (France)

## Distribution

### Acteurs principaux
(crédités par ordre alphabétique)
- Dirk Bogarde (VF : Roland Ménard) : Lt. Gen. Frederick « Boy » Browning
- James Caan (VF : Bernard Tiphaine) : Sgt. Eddie Dohun
- Michael Caine (VF : Michel Le Royer) : Lt. Col. J.O.E. Vandeleur
- Sean Connery (VF : Pierre Hatet) : Maj. Gen. Roy Urquhart
- Edward Fox (VF : Francis Lax) : Lt. Gen. Brian Horrocks
- Elliott Gould (VF : Jacques Balutin) : Col. Robert Stout
- Gene Hackman (VF : Claude Joseph) : Brig. Gen. Stanislaw Sosabowski
- Anthony Hopkins (VF : Jacques Thébault) : Lt. Col. John Frost
- Hardy Krüger (VF : lui-même) : SS-Brigadeführer Karl Ludwig
- Laurence Olivier (VF : Philippe Dumat) : Dr. Jan Spaander
- Ryan O'Neal (VF : Bernard Murat) : Brig. Gen. James M. Gavin (82e aéroportée)
- Robert Redford (VF : Claude Giraud) : Maj. Julian Cook
- Maximilian Schell : SS-Obergruppenführer und General der Waffen-SS Wilhelm Bittrich
- Liv Ullmann : Kate ter Horst

### Acteurs secondaires
- Wolfgang Preiss : maréchal Gerd von Rundstedt
- Walter Kohut : maréchal Walter Model
- Nicholas Campbell : Capitaine Glass
- Denholm Elliott (VF : Jacques Ciron) : RAF officier météorologiste
- Peter Faber : Capt. Harry Bestebreurtje
- Christopher Good (en) : Maj. Carlyle
- Frank Grimes (VF : Gilles Tamiz) : Major Fuller (alias Brian Urquhart)
- Jeremy Kemp : officier de la RAF
- Paul Maxwell (en) : Brig. Gen. Maxwell D. Taylor (101e aéroportée)
- Adrian Oclee : un conducteur de char / un Allemand mort
- Marlies van Alcmaer : femme du chef clandestin
- Garrick Hagon : le lieutenant Rafferty

## Production

### Attribution des rôles
Roger Moore devait jouer le rôle du lieutenant Général Brian Horrocks mais dut renoncer car les dates de tournage coincidaient avec celles de L'Espion qui m'aimait. Edward Fox le remplaça.
Robert De Niro refusa un rôle dans ce film pour jouer dans Taxi Driver et ce pour un salaire cinq fois moindre.
Steve McQueen refusa également un rôle étant donné qu'il avait pris sa retraite anticipée après La Tour infernale. La production voulait à tout prix une star américaine pour assurer le succès du film très « coloré » britannique aux États-Unis. Finalement, Robert Redford accepta le rôle du major Julian Cook de la 82nd US Airborne Division, qui mène la traversée de la rivière Waal avec ses hommes à Nimègue.

## Distinctions

### Récompenses
- Primé en 1978 aux BAFTA Awards du Anthony Asquith Award for Film Music pour la musique de John Addison, du BAFTA Film Award pour la photographie de Geoffrey Unsworth, la bande-son de Peter Horrocks, Gerry Humphreys, Simon Kaye, Robin O'Donoghue et Les Wiggins, le meilleur second rôle de Edward Fox.
- Nommé en 1978 aux BAFTA Awards pour le BAFTA Film Award, pour la réalisation de Richard Attenborough, l'édition de Antony Gibbs (en), comme meilleur film, et meilleure production artistique par Terence Marsh.
- Primé en 1977 par la British Society of Cinematographers du Best Cinematography Award pour la photographie (Prix de la British Society of Cinematographers pour la meilleure photographie dans un long métrage de cinéma) de Geoffrey Unsworth.
- Primé en 1978 aux Evening Standard British Film Awards comme le meilleur film.

## Analyse

### Différences avec la réalité historique
- Dans le film, la première bataille menée par le XXXe corps commence par un important pilonnage d'artillerie. Les blindés et l'infanterie se battent ensuite. Les Thunderbolt   arrivent en dernier recours et sauvent la mise. En réalité, le pilonnage dura 35 min et les Thunderbolt intervinrent immédiatement après.
- Présent dans le film, un certain SS-Brigadeführer Karl Ludwig, dont on ignore l'affectation, incarne à la fois le SS-Gruppenführer Heinz Harmel, commandant la 10e division SS Frundsberg, qui tente de faire sauter le pont de Nimègue et le SS-Standartenführer Harzer, commandant la 9e division SS Hohenstaufen, qui montre triomphalement au général allemand Walter Model les plans de l'opération trouvés dans un planeur[2].
- Le personnage de Robert Stout a été créé pour les besoins du film.
- Le nom de l'officier de renseignement du 1er corps parachutiste allié (qui essaie d'alerter le général Browning sur la présence de blindés allemands dans les zones de parachutage) a été changé dans le film (major Fuller). Son vrai nom était Urquhart, comme celui du général de la 1st Airborne (joué par Sean Connery), mais sans qu'il y eût entre eux de lien de parenté, et le metteur en scène a pensé que cette homonymie risquait de dérouter les spectateurs.

### Anachronisme
- Les chars allemands utilisés dans le film sont des Leopard, qui n'ont été construits qu'à partir de 1965. Les chars utilisés par les Allemands à l'époque étaient principalement des Pz III, Pz IV, des chasseurs de chars StuG III et IV, et quelques Panthers et Tigres. Par contre, plusieurs véritables chars Sherman de l'époque ont été utilisés pour représenter les blindés du XXXe Corps.

## Autour du film
- De toute l'équipe du film, Dirk Bogarde est le seul à avoir réellement servi à Arnhem durant la vraie bataille. Âgé de 24 ans à l'époque, Bogarde avait été choisi (parmi neuf autres personnes) par le maréchal Bernard Montgomery pour travailler dans les renseignements. L'acteur a déclaré plus tard « Si j'avais su ce qui allait se passer, je serais certainement rentré chez moi ».
- Sean Connery accepta un cachet de 250 000 dollars pour jouer dans le film. Mais lorsqu'il apprit que Robert Redford en toucherait plus d'un million, l'acteur écossais exigea une nette augmentation qui a fini par lui être accordée après d’âpres négociations.
- Le vrai Robert Urquhart ignorait tout de Sean Connery jusqu'à ce que ses filles, comblées par le casting, lui aient annoncé la nouvelle.
- Le photographe David Douglas Duncan, dont la carrière l'a mené des champs de bataille de la Deuxième Guerre mondiale à d'autres territoires en guerre (Corée..), a été impressionné par la précision du film. Toutefois, il était heureux que ce ne fût qu'une fiction : « C'est ce qui était bien. Après une journée de travail, les morts et les blessés se relevaient et rentraient chez eux ».
- Richard Attenborough, réalisateur du film, fait une brève apparition : il est un fou, celui portant des lunettes.
- Dans la version française du film, Sean Connery et Michael Caine sont les seuls à ne pas retrouver leurs voix régulières respectives (Jean-Claude Michel et Dominique Paturel).
- Robert Redford n'apparaît qu'après plus de 2 heures du film.

### Sortie en DVD et Blu-ray
Le film est sorti en DVD le 6 décembre 2000. Le film est sorti en DVD en 2004 chez MGM "Special Edition" en 2 DVD le film + bonus. Le film est disponible en Blu-ray depuis le 1er octobre 2014[réf. nécessaire].